# Armando Lombardi
Armando Lombardi (Cercepiccola, 12 de mayo de 1905-Río de Janeiro, 4 de mayo de 1964) fue un arzobispo católico italiano.

## Biografía
Nació en la pequeña población de Cercepiccola, en la provincia de Campobasso, región de Molise. Recibió la ordenación sacerdotal el 22 de julio de 1928. El papa Pío XII le nombró arzobispo titular de Cesarea (13 de febrero de 1950) y enviado como nuncio apostólico a Venezuela. El 16 de abril del mismo año fue ordenado arzobispo por el cardenal Clemente Micara, co-consagrándose los arzobispos Filippo Bernardini y Alberto Carinci. En Venezuela conoció el Opus Dei.
El 24 de septiembre de 1954 fue nombrado nuncio apostólico en Brasil.
Murió en Río de Janeiro el 4 de mayo de 1964 de un edema pulmonar agudo.